# Rivera Livramento Fútbol Club
Rivera Livramento Fútbol Club fue un club de fútbol uruguayo de corta trayectoria, fundado en 2002 en la ciudad de Rivera, capital del departamento homónimo. El club surgió como una asociación de clubes uruguayos y brasileños,por ello el nombre del mismo incluía la referencia a la ciudad de Rivera y a su hermana limítrofe Livramento.
Participó dos años en la Segunda División Profesional de Uruguay: en 2002 consiguió el 11º puesto y en 2003 terminó en el último lugar. Dejó de participar luego de que su afiliación definitiva a AUF no fue aprobada debido a sus malos resultados deportivos, el bajo apoyo del público local y varios problemas institucionales asociados.
En 2020 el club fue refundado, pasando a ser una Sociedad Anónima Deportiva. Se modernizó su imagen institucional, se comenzó a preparar un plantel y se cancelaron deudas en la Asociación Uruguaya de Fútbol, pero el organismo no lo autorizó a competir y el proyecto de su retorno quedó trunco.

## Historia
Rivera Livramento Fútbol Club nace de la asociación entre cuatro instituciones riverenses. Ellas son: Vichadero, Huracán, Lavalleja y Ansina; y el club Fluminense de Santana do Livramento, RS, de Brasil.
Nació para sustituir al Frontera Rivera, que era el representante riverense en el fútbol profesional, pero había dejado de participar por problemas económicos. A pesar del fracaso económico del mencionado club, dos empresarios locales siguieron insistiendo en Rivera como un departamento propicio para jugar en la Asociación Uruguaya de Fútbol, luego de intentar afiliar al Fluminense de Santana do Livramento (Brasil), y a un antecesor a Rivera Livramento llamado "Real Sociedad"; visto el apoyo de la Intendencia de Rivera, la AUF dio el visto bueno para que el club se afiliara de manera temporal, sujeta a una futura confirmación como miembro definitivo en caso de cumplir los requisitos necesarios.

### Corta trayectoria
El club fue creado como club profesional para participar directamente en la Segunda División Profesional en ese mismo 2002. Debutó enfrentando a Atenas de San Carlos en la primera fecha perdiendo 2 a 1. Ese año Rivera Livramento finalizó en el 11° puesto entre 15 participantes.
A pesar de la oposición de la Mutual de Futbolistas, el equipo fue autorizado a participar nuevamente en el año 2003, donde realizó un nefasto récord negativo: no ganó ni un solo partido en la temporada 2003 (es decir no obtuvo victoria alguna en 25 encuentros) y finalizó último con solamente 5 puntos sobre 75 posibles. Además en ningún partido logró alcanzar las 50 entradas vendidas.
Tras acumular problemas institucionales, un mal rendimiento deportivo y deudas con la Asociación, al año siguiente se le negó la participación, alegando la AUF tanto las "bajas recaudaciones" jugando de local, el nulo apoyo de los clubes conformantes así como el magro rendimiento deportivo que no justificaban la continuidad del club como asociado definitivo de la AUF.Rivera Livramento desde 2003 nunca más disputó ningún partido oficial por ninguna competencia ni se afilió a ningún tipo de Liga.

### Regreso fallido
Para la temporada 2020, el Rivera Livramento Fútbol Club fue adquirido por un grupo inversor, quienes supuestamente cancelaron toda la deuda generada con la Asociación Uruguaya de Fútbol. La idea era ser renombrado en un futuro como Rivera Hinterland Fútbol Club al momento de participar de la competición.
La institución pasó a conformar una sociedad anónima deportiva, aguardando la habilitación de la AUF para competir en la tercera divisional en la temporada 2021. Incluso empezó entonces a conformar el plantel y a confirmar sus primeras altas, pero el regreso a la actividad oficial nunca se concretó, ya que la Asociación no permitió el regreso del club alegando que ya se había perdido su afiliación y que debía volver a ser autorizada y abonada.

## Problemas institucionales
Rivera Livramento sufrió varios inconvenientes institucionales, y muchos de ellos tuvieron resonancia en la prensa deportiva. El club acumuló algunas acusaciones públicas, entre las que se destacan:
- la Mutual de Futbolistas se oponía a la afiliación del club incluso desde antes de ingresar, por no considerarlo un proyecto ni responsable, ni serio ni sólido; y que estaba conformado con clubes con serias dificultades económicas.[11]
- que tenía su sede administrativa en el despacho de uno de sus dirigentes en la Intendencia Municipal.[12]
- que no pagaba sueldos a sus futbolistas (les daba viáticos a sus jugadores y les hacía firmar contratos).[13]
- que era una "extensión" o una segunda versión de Frontera Rivera, ya que varios de los dirigentes eran los mismos (por lo tanto debía de hacerse cargo de las grandes deudas que llevaba Frontera).[14]
- que el entrenador Jorge Burgell no era el entrenador real, sino que lo era el periodista Rómulo Martínez Chenlo.[13]

## Símbolos
La simbología del club resaltaba la unión fronteriza entre las dos ciudades que conformaban el nombre del club: con el obelisco de la Plaza Internacional en destaque, y la división del color en mitades: a la izquierda el celeste representando a Uruguay y a la derecha el amarillo representando a Brasil.

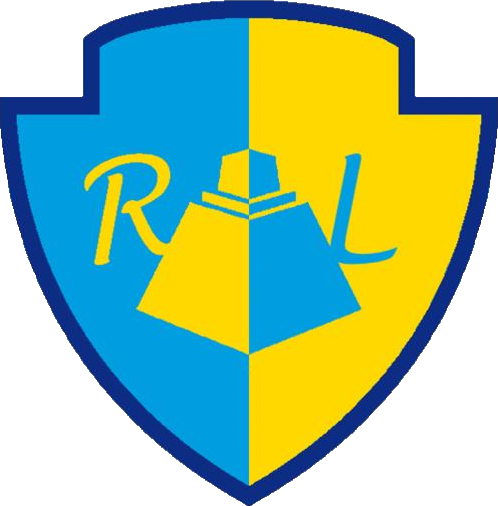
Escudo original del club.

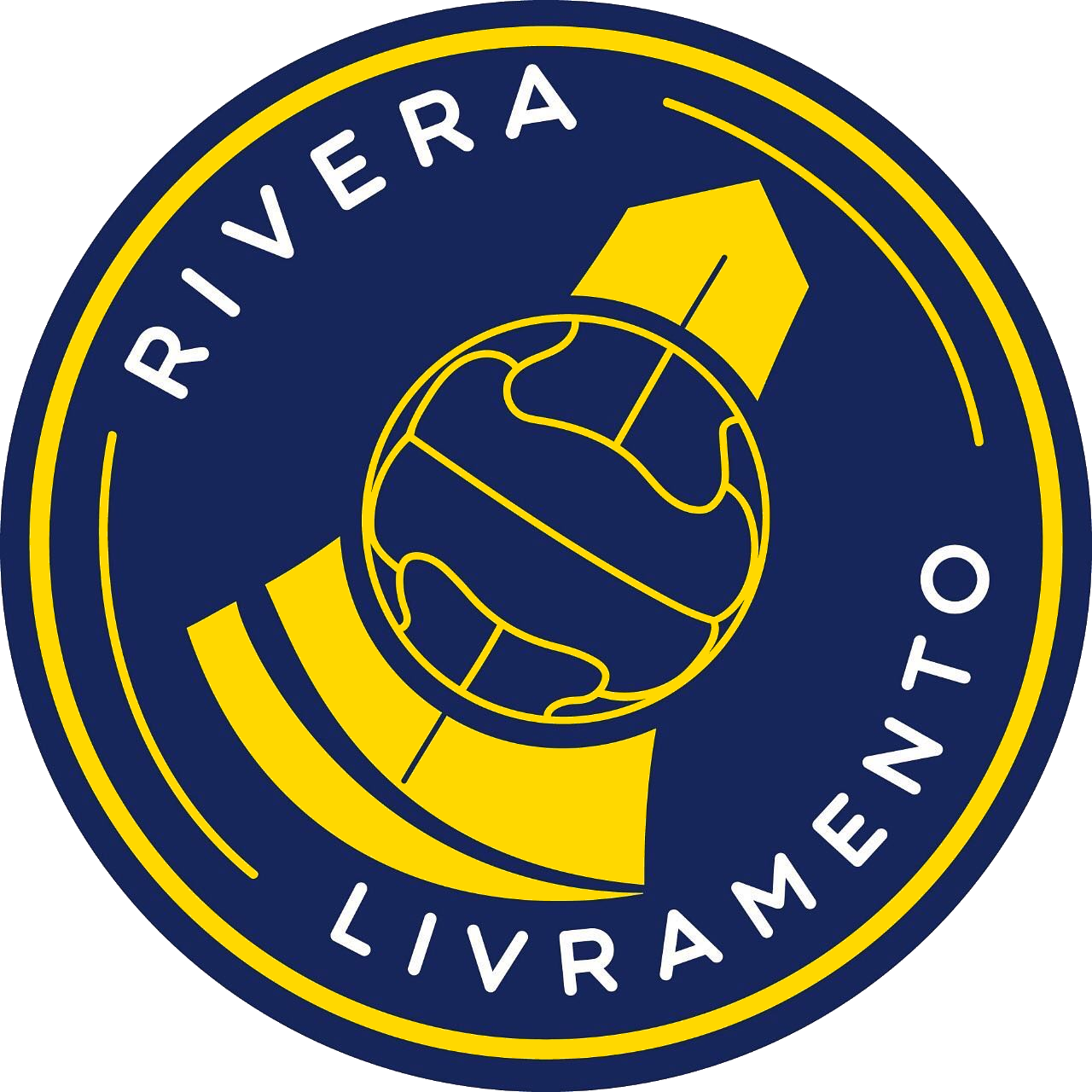
Escudo de Rivera Hinterland Fútbol Club - SAD.

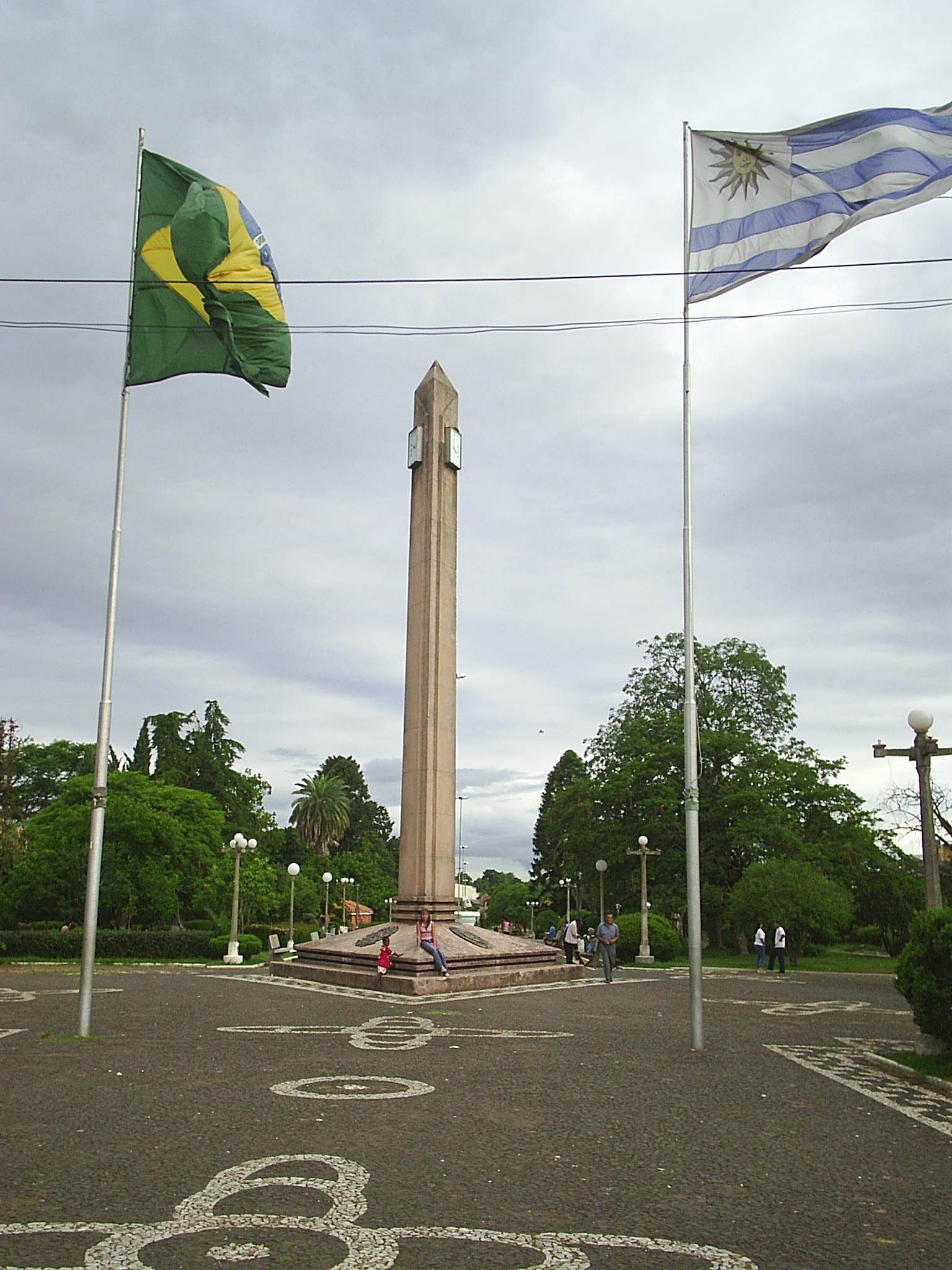
Imagen del Obelisco, presente en los escudos del club.

## Uniforme
Los colores del club eran el celeste y el amarillo en mitades, representando la unión de las camisetas de la selección uruguaya y la selección brasileña, por motivo de que la institución surgió como una unión de equipos de ambos países.

#### Galería de imágenes

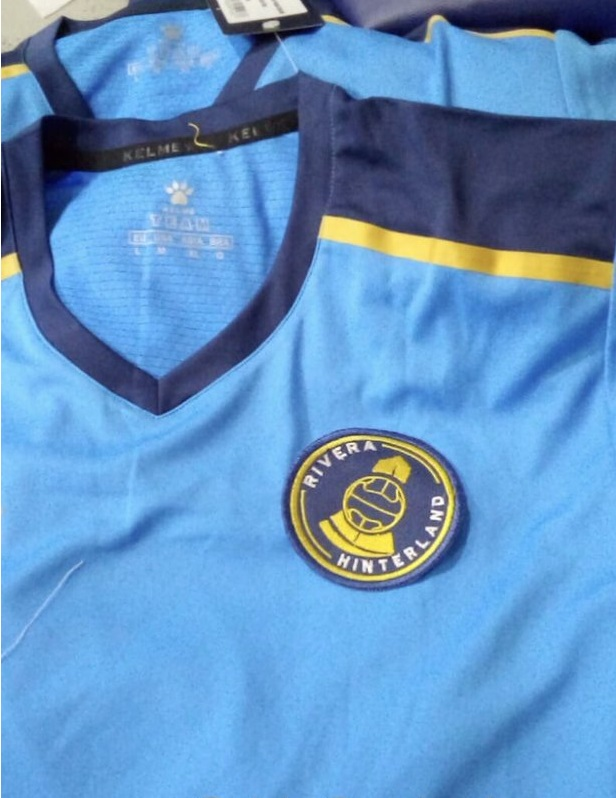
Uniforme del proyecto de Rivera Hinterland (2020 - Presente)

## Instalaciones

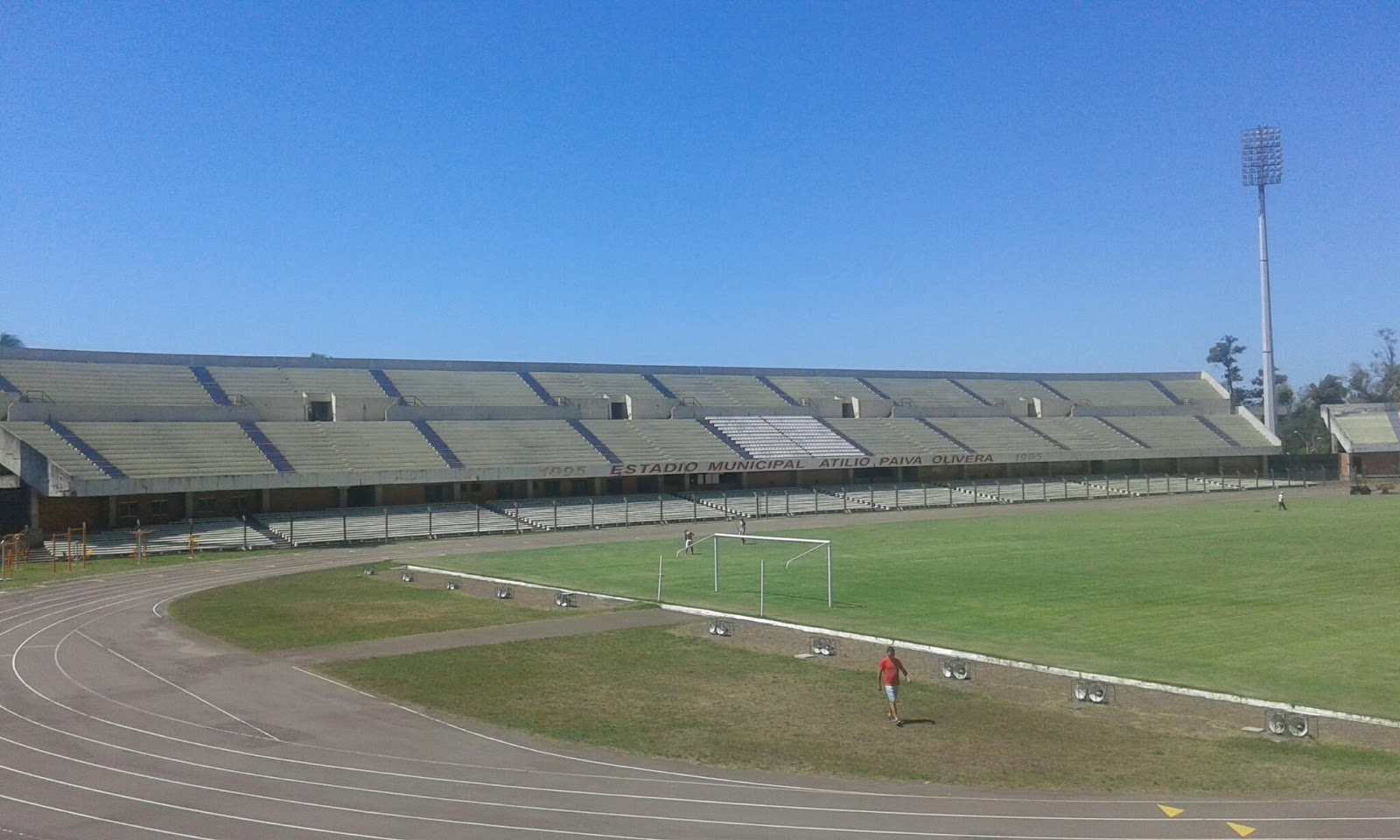
Imagen del estadio.

### Estadio
Rivera Livramento ofició de local en el Estadio Atilio Paiva Olivera, también de la ciudad de Rivera. Es de propiedad municipal y cuenta con capacidad para 27.135 espectadores.

## Datos estadísticos del club[16]
- Temporadas en Segunda División: 2 (2002-2003)
  - Mejor puesto en Segunda División:11º (2002)
  - Peor puesto en Segunda División: 18º -último- (2003)